# Amedeo Zini
Amedeo Zini (Correggio, 1º gennaio 1939) è un ex pilota motociclistico italiano.
Zini è soprannominato Manoun ("Manone", in dialetto) per le sue enormi e robuste mani.
Dalla metà degli anni cinquanta Zini viaggia in motocicletta e in bicicletta in lungo e in largo per il mondo con l'inseparabile amico Rolando Bulgarelli, contemporaneamente alle sue attività di motociclista di sidecar e di agricoltore.
Tra il 1977 e il 1985 Zini ha girato in bici in America del Sud, in Africa e in Australia, incontrato i Pigmei, visitato le rovine di antiche città e percorso centinaia di chilometri senza incontrare nessuno.

## Carriera
Di professione agricoltore, Zini iniziò a correre nel 1972 con un vecchio sidecar BMW R75, sostituito poco dopo da un BMW R62, mezzo più moderno con cui nel 1973 ottenne buoni risultati a livello nazionale. 
Nel 1974 ci furono ulteriori miglioramenti: ne uscì una moto con un motore König 500 (originariamente costruito per motoscafi da corsa) e telaio inglese. Con questo nuovo mezzo Zini partecipò ai campionati italiani.
Il salto di qualità arrivò l'anno seguente: con il genovese Andrea Fornaro come passeggero, nella stagione 1975 fece il suo esordio nel Motomondiale, ottenendo a fine anno il nono posto, miglior risultato per un equipaggio italiano da un ventennio. In quello stesso anno Zini vinse il titolo di Campione italiano della montagna, ripetuto anche l'anno successivo. Nel 1976 fu Campione Italiano, titolo vinto altre tre volte (1978, 1980 e 1983). La sua carriera proseguì sino agli anni ottanta, andando a punti nel Mondiale per l'ultima volta nel 1983. 
Ricapitolando, Zini è stato 4 volte campione italiano, 3 campione italiano di salita e nel motomondiale ha ottenuto punti in 6 stagioni diverse.
Dopo il ritiro dalle competizioni Zini si è dedicato alla cura delle tenute agricole di famiglia.
Vive con la moglie Brunella Guidetti, il figlio Luca e la figlia Arianna.

## Risultati nel motomondiale
| 1975 | Classe  | Moto  |   |    |   |   |    |   |   |   |    |    |   |    |  |  | Punti | Pos. |
| ---- | ------- | ----- | - | -- | - | - | -- | - | - | - | -- | -- | - | -- |  |  | ----- | ---- |
| 1975 | Sidecar | König | 6 | NE | 7 | - | AN | - | 5 | 8 | NE | NE | 8 | NE |  |  | 18    | 9º   |

| 1976 | Classe  | Moto  |   |    |    |    |  |    |   |    |    |    |   |    |  |  | Punti | Pos. |
| ---- | ------- | ----- | - | -- | -- | -- |  | -- | - | -- | -- | -- | - | -- |  |  | ----- | ---- |
| 1976 | Sidecar | König | 5 | 10 | NE | NE |  | 11 | - | NE | NE | 10 | - | NE |  |  | 8     | 16º  |

| 1977 | Classe  | Moto  |    |   |   |    |    |   |    |   |   |    |    |   |   |  | Punti | Pos. |
| ---- | ------- | ----- | -- | - | - | -- | -- | - | -- | - | - | -- | -- | - | - |  | ----- | ---- |
| 1977 | Sidecar | König | NE | 9 | - | NE | NE | - | NE | - | - | NE | NE | 8 | - |  | 5     | 18º  |

| 1978 | Classe  | Moto  |    |    |   |   |     |     |   |    |    |   |   |   |    |  | Punti | Pos. |
| ---- | ------- | ----- | -- | -- | - | - | --- | --- | - | -- | -- | - | - | - | -- |  | ----- | ---- |
| 1978 | Sidecar | König | NE | NE | - | - | Rit | Rit | - | NE | NE | - | 7 | 9 | NE |  | 6     | 19º  |

| 1979 | Classe      | Moto        |    |   |    |    |    |    |   |     |   |    |   |   |    |  | Punti | Pos. |
| ---- | ----------- | ----------- | -- | - | -- | -- | -- | -- | - | --- | - | -- | - | - | -- |  | ----- | ---- |
| 1979 | Sidecar B2A | Busch-König | NE | 5 | 15 | NE | NE | NE | - | Rit | - | NE | - | - | NE |  | 6     | 13º  |

| 1983 | Classe  | Moto       |    |   |    |   |    |   |    |    |   |   |   |    |  |  | Punti | Pos. |
| ---- | ------- | ---------- | -- | - | -- | - | -- | - | -- | -- | - | - | - | -- |  |  | ----- | ---- |
| 1983 | Sidecar | LCR-Yamaha | NE | - | NE | - | NE | 9 | NE | 10 | - | - | - | 10 |  |  | 4     | 18º  |

| Legenda | 1º posto        | 2º posto            | 3º posto            | A punti      | Senza punti        | Grassetto – Pole position Corsivo – Giro più veloce |
| Legenda | Gara non valida | Non qual./Non part. | Ritirato/Non class. | Squalificato | '-' Dato non disp. | Grassetto – Pole position Corsivo – Giro più veloce |